# عواد البندر
عواد البندر (عربی: عواد حمد بندر السعدون؛ ۲ ژانویهٔ ۱۹۴۵ – ۱۵ ژانویهٔ ۲۰۰۷) یک سیاست‌مدار اهل عراق بود. وی حکم اعدام ۱۴۳ شهروند عراقی ساکن در الدجیل را به اتهام دست داشتن در ترور نافرجام ۸ اوت ۱۹۸۲ صدام در این شهر صادر کرد.
وی در سال ۲۰۰۷ به اتهام جنایت علیه بشریت اعدام شد.